# Physcomitrium falcifolium
Physcomitrium falcifolium är en bladmossart som beskrevs av C. Müller och Brotherus 1895. Physcomitrium falcifolium ingår i släktet huvmossor, och familjen Funariaceae. Inga underarter finns listade i Catalogue of Life.